# Ferraù Fenzoni
Ferraù Fenzoni o Ferraù da Faenza (Faenza, 1562 – Faenza, 11 aprile 1645) è stato un pittore italiano attivo perlopiù a Todi.
Viene chiamato anche "Il Faenzone" dalla sua città natale.
Apprendista a Roma durante il papato di Gregorio XIII, lavorò in numerosi cicli di affreschi sotto il papa Sisto V come la "Loggia delle Benedizioni" nel palazzo del Laterano, gli affreschi della Scala Santa dell'adiacente Basilica di San Giovanni in Laterano ed una decorazione nella libreria Sistina.
Sempre a Roma decorò la cappella di San Francesco nella Chiesa di Santa Maria in Trastevere e partecipò al ciclo di affreschi nella Basilica di Santa Maria Maggiore.
Dal 1593 lavorò a Todi, dove nel 1594 dipinse la sua opera più celebre, Il giudizio universale, nel duomo di Todi. L'adiacente palazzo del vescovo ha degli affreschi di Andrea Polinori e del Fenzoni.
Ritornò a Faenza nel 1599, dove si dedicò alla decorazione delle cappelle nella cattedrale nel periodo 1612-1616. Nel 1622 completò la Deposizione ora nella Pinacoteca.
Nella Pinacoteca civica di Forlì, invece, si trova la tela Il Padre Eterno in mezzo agli angeli.
Nel 1640 venne nominato "cavaliere dello speron d'oro" dal Cardinale Colonna e dal 25 aprile 1634 fu nominato vicario e castellano di Granarolo.
Le sue tecniche espressive abbracciano gli stili del Manierismo e del Barocco.